# 고구려의 조각
이 

## 불상의 전래
고대 조각의 발생과 발달은 근본적으로 볼교에 힘입었다고 할 수 있겠는데, 한국에 불교가 전래된 상한(上限)은 대체로 4세기 후반으로 잡는다. 삼국 중에 최초로 불상을 전해 받은 나라는 고구려이며, 고구려의 소수림왕 2년(372년)에 전진(前秦)의 왕 부견(苻堅)이 중 순도(順道)로 하여금 불상을 전달하게 했다.  고구려는 지리적인 조건 때문에 제일 먼저 불교를 받아들여 불상을 제작했는데 오늘날 알려진 가장 오랜 것은 6세기경의 불상이다. 따라서 고구려의 본격적인 조상활동(造像活動)은 장수왕 15년(427년)의 평양 천도 이후에 이루어진 것으로 보이는데, 이 같은 불상 전래 이후의 오랜 공백기는 중국의 경우도 그렇지만 고구려의 다난했던 국정(國情) 때문인 것으로 생각된다. 현존하는 불상의 수가 삼국 가운데서 제일 적기는 하나, 고구려의 불상으로 보이는 3·4점의 금동불이나 사지(寺址)에서 발굴된 이불(泥佛)을 통하여 어느 정도 성격을 파악할 수 있다.

## 금동연가7년명여래입상
금동연가7년명여래입상(金銅延嘉七年銘如來立像)은 경상남도 의령군 대의면 하촌리 도로변에서 촌부(村婦)에 의해 발견된 금동 여래 입상이다. 명문(銘文)이 새겨진 이 불상은 확실한 연대와 장소가 밝혀진 현존 최고(最古)의 고구려 금동불이라는 점이 주목된다. 대좌(臺座)와 부처 및 광배(光背)가 일체로서 주조되었고, 높이는 불신·광배 모두 합쳐 17cm의 크기에 불과하며 황백색의 도금(鍍金)이 거의 완전하게 남아 있다. 신부에 비해서 광배는 지나치다 할 만큼 큰 주형(舟形)이며, 직립한 불상 주변에는 와선군(渦線群)의 보주(寶珠) 모양이 표시되어 안쪽(內區)에 둥근 두광(頭光)을 가진 이례적인 불상 형식을 보인다. 광배의 바깥쪽에는 세련되지 못한 곡선 무늬가 음각되어 있는데, 중국 불상에서 볼 수 있는 화염문(火焰文)의 모방으로 보인다. 불상은 머리를 약간 앞으로 숙이고 세장(細長)한 얼굴에 고졸한 미소가 보이며, 양손은 이른바 여원시무외(與願施無畏)의 통식(通式)을 취했고 모두 반장(反掌)하고 있다. 신체의 중심부에서 약간 왼쪽으로 처진 의첩(依褶)과 왼손 위에 걸쳐진 옷자락은 6세기 전반에 중국 육조불(六朝佛)에서 볼 수 있는 수법이며, 옷주름은 좌우 대칭으로 전개되어 강직한 느낌을 준다. 대좌는 원형연좌(圓形蓮座) 위에 원추(圓錐)를 도치(倒置)한 듯한 형식이다. 연가(延嘉)는 고구려의 연호(年號)로 보이는데, 그 7년은 서기 539년(安原王 9년)쯤으로 추측된다. 전체적으로 북위불(北魏佛)을 모방한 양식이며, 이후의 고구려 불상의 기본형을 수립하고 있다고 할 수 있다.

## 금동신묘명삼존불입상
금동신묘명삼존불입상(金銅辛卯銘三尊佛立像)은 황해도 곡산군 화촌면 봉산리에서 출토된 삼존불 입상이다. 대좌가 없고 불신과 광배가 분리되었으며 소발(素髮)이고 크고 둥근 얼굴 등이 북조시대의 불상이면서도 고구려화된 면모를 보인다. 손의 형태는 통식을 따르나 법의(法衣)는 길게 아래로 내려뜨린 점이 특이하다. 명문에 따르면 상명(像名)은 무량수(無量壽)이며, 제작 연대는 고구려 평원왕(平原王) 13년(571년)으로 추정된다. 높이는 15.5센티미터이며 삼성미술관 Leeum 소장이다.

## 금동계미명삼존불입상
금동계미명삼존불입상(金銅癸未銘三尊佛立像)은 출토지가 알려지지 않은 금동 삼존불 입상이다. 광배에 연호를 알리는 명문이 있어 귀중하다. 양식적으로 북위불(北魏佛)을 따르고 있어 고구려의 조각으로 추측한다. 당초문(唐草紋)의 두광은 신묘명불과 같은 형식을 취하고 있는데 외구(外區)의 화염문은 혼란스러운 각와문(刻渦紋)으로 되어서 오히려 연가명불의 형식에 가깝다. 본존불의 경우에도 의첩의 처리는 군의(裙衣)자락, 미소를 띤 표정 등이 연가불과 통하며, 높이는 다르나 원통형이며 모자처럼 생긴 대좌기부(臺座基部)도 비슷한 점이 있다. 명문의 계미(癸未)는 서기 563년으로 추측되어 양식적으로 전기 연가불과 신묘불의 중간에 드는 것이라 하겠다. 간송미술관 소장이다.

## 금동미륵보살반가상
금동미륵보살반가상(金銅彌勒菩薩半跏像)은 1940년 무렵 평양시 평천리의 사지(寺址)에서 출토했으며 고구려의 반가사유형상(半跏思惟形像)으로 현존하는 불상의 두 개 가운데의 하나이다. 원형대좌 위에 반가좌(半跏坐)한 미륵보살로서 전체의 높이 17.5cm, 출토지가 확실한 유품이며, 당시의 삼국에서 유행하던 이 양식의 고증을 위해 귀중한 자료가 된다. 상반신은 전라이며 머리에 간단한 관모를 썼고 얼굴은 몸에 비해 크고 풍만하며 감정이 흐르고 전체적으로 훌륭한 모델링을 보인다. 이러한 상반신에 비해 하반신은 어딘지 경직감이 보이며 무릎 밑의 의첩은 좌우로 벌어짐이 없이 수직으로 내려와서 그 끝부분이 등자형으로 되었는데, 육조 말기의 중국 불상의 양식과 비길 수 있다. 대체로 6세기 후반의 불상이 아닌가 추측된다. 김동현 소장이다.

## 이불
이불(泥佛)은 1937년 평양 서남방 30km인 평안남도 평원군 덕산면 원오리 폐사지에서 출토된 각종 전불(塼佛)로 도합 204개나 채집되었는데, 고구려 초기 불상의 정형(定型)을 밝혀준 유물로서 제작지가 확실한 점 등이 중요한 의의를 갖는다. 모두 거의 같은 시대에 만들어진 것으로 생각되며, 그 종류는 보살입상(菩薩立像)·여래입상(如來立像)의 두 가지로 구분된다.  여래입상들은 추정 높이 19.5cm쯤 되며, 앞의 반신만을 외틀(片範)을 써서 만들어냈고, 뒤쪽 반신은 나뭇조각 같은 것으로 대강만 다듬고 표면에 다시 흰색과 주색(朱色)을 칠한 흔적이 남아 있다.  한편 보살입상들은 추정 높이 17cm 정도쯤 되며, 중국의 북위(北魏) 석굴불상에서 보는 따위의 특이한 높은 관모를 쓰고 있다. 그 얼굴은 신묘불같이 고구려화된 것이고 6세기 중엽의 북제불(北齊佛)의 영향이 보이며, 대좌의 연판(蓮瓣)은 연가불이나 백제불과도 통한다. 6세기 중엽 이후의 조각으로 추측된다.

## 참고 문헌
- 이 문서에는 다음커뮤니케이션(현 카카오)에서 GFDL 또는 CC-SA 라이선스로 배포한 글로벌 세계대백과사전의 내용을 기초로 작성된 글이 포함되어 있습니다.